# Munteni (Bihar megye)
Munteni (Munteni), település Romániában, a Partiumban, Bihar megyében, Csarnóháza (Bulz) mellett.

## Története
Munteni korábban Csarnóháza (Bulz) része volt. 1956-ban vált önálló településsé 804 lakossal.
A 2002-es népszámláláskor 595 lakosából 593 román, 2 magyar volt.